# 汶萊河
汶萊河是一條源於汶萊境內，並於南中國海汶萊灣出海的河流。汶萊的中央政府機關努爾·伊曼宮（Istana Nurul Iman）即位於汶萊河畔。除此之外亦流經汶萊的傳統居住宅區域，例如水上聚落甘榜亞逸。整體來說，汶萊首都斯里巴加灣是沿著汶萊河發展的，也因此此河流是汶萊的國家命脈。
汶萊擁有悠久的水上文化歷史，當汶萊皇室曾經掌控整個婆羅洲以及部分菲律賓區域時，叢林間河流的水上交通是非常重要的，也因此所有的聚落都是沿著汶萊河開發的。這些水路提供各聚落間的物資與人員傳輸。
汶萊公園休閒環境局在2006年開始展開汶萊河流域的環境清潔工作，總共投入390萬汶萊元在整個清理工作，包含水岸聚落的家庭垃圾清理方案。